# Женщина в чёрном (фильм, 2012)
«Женщина в чёрном» (англ. The Woman in Black) — мистический триллер/фильм ужасов, снятый по одноимённому роману английской писательницы Сьюзен Хилл. В главной роли — Дэниел Рэдклифф. Ремейк фильма 1989 года, где роль Артура Киппса исполнил Эдриан Роулинс, позже сыгравший Джеймса Поттера в серии фильмов о Гарри Поттере.

## Сюжет
Основные события фильма происходят в 1906 году. Главный герой — молодой адвокат А́ртур Киппс, у которого при родах умерла жена, оставив сына, отправляется в отдалённую провинцию, чтобы разобраться с бумагами скончавшегося клиента. В старом доме он должен найти завещание, оставшееся после смерти богатых хозяев. Дом находится на острове, и каждый день дорога, соединяющая его с землёй, уходит под воду во время прилива.
На месте Артура начинают беспокоить призраки прошлого и раскрываться тайны близлежащей деревни. Он узнает, что некая «женщина в чёрном» гипнотизирует детей, принуждая их заканчивать жизнь самоубийством. Выясняется, что так она мстит за собственного сына, утонувшего в болоте, тело которого так и не нашли. Артур находит его тело, забирает в дом и, обложив всеми открытками, которые были написаны ему матерью, впадает в ожидание. «Женщина в чёрном» появляется с пронзительным криком, после чего исчезает. Артур и мистер Дэйли, из местных, тоже потерявший сына, хоронят мальчика в могилу его матери, рассчитывая, что «женщина в чёрном» окончательно успокоится. Мужчины думают, что со всем покончено.
На вокзале Артур встречает своего 4-летнего сына Джозефа с нянечкой. Он приказывает, чтоб та немедленно взяла билеты на обратный путь. Артур, держа за руку ребёнка, разговаривает и прощается с мистером Дэйли, но Джозеф отвлекается, увидев «женщину в чёрном», и идёт прямо на рельсы, по которым едет приближающийся поезд. Артур не замечает отлучки сына, но обнаружив, что его нет, смотрит на другую сторону платформы и тоже видит «женщину в чёрном». Побежав за сыном, Артур вместе с ним попадает под колёса поезда. После этого он в потустороннем мире встречается с женой и на вопрос сына, кто эта леди, он отвечает — «твоя мамочка».

## В ролях
- Дэниел Рэдклифф — А́ртур Киппс
- Киаран Хайндс — Сэм Дэйли
- Джанет Мактир — Элизабет Дэйли
- Джессика Рэйн — няня
- Софи Стаки — Стелла Киппс, жена Артура
- Алиса Хазанова — Элис Драблоу
- Тереза Чёрчер[англ.] — миссис Харди
- Роджер Аллам — мистер Бентли
- Лиз Уайт[англ.] — Дженнет, женщина в чёрном
- Шон Дули — мистер Фишер, деревенский трактирщик

## Релиз
Первоначально планировался выход фильма в формате 3D, но потом в Hammer Films отказались от этой идеи.
10 апреля 2011 года Momentum Pictures выпустили первый трейлер фильма на «Kapow! Comic Con» в Лондоне, и объявили, что фильм будет выпущен в Великобритании 10 февраля 2012 года.
Официальный старт проката состоялся 3 февраля 2012 года в Канаде и США.
Как сообщила компания-дистрибьютер Walt Disney Studios Sony Pictures Releasing, 15 февраля 2012 года Дэниел Рэдклифф приехал в Москву, чтобы представить вместе с режиссёром Джеймсом Уоткинсом фильм, сама премьера в России состоялась 15 марта 2012 года.

## Награды и номинации
Данные по материалам сайта Internet Movie Database:
| Награды и номинации                                     | Награды и номинации                 | Награды и номинации     | Награды и номинации | Награды и номинации |
| Награда                                                 | Категория                           | Номинант                | Результат           |                     |
| ------------------------------------------------------- | ----------------------------------- | ----------------------- | ------------------- | ------------------- |
| Американское общество композиторов, авторов и издателей | Top Box Office Films                | Марко Белтрами          | Победа              |                     |
| «Сатурн»                                                | «Лучший фильм триллер»              |                         | Номинация           |                     |
| BloodGuts UK Horror Awards                              | «Лучшая мужская роль»               | Дэниел Рэдклифф         | Победа              |                     |
| «Империя»                                               | «Лучший британский фильм»           |                         | Номинация           |                     |
| «Империя»                                               |                                     | Победа                  |                     |                     |
| Fangoria Chainsaw Awards                                | «Лучшая музыка к фильму»            | Марко Белтрами          | Номинация           |                     |
| Fangoria Chainsaw Awards                                | «Лучшая мужская роль»               | Дэниел Рэдклифф         | Номинация           |                     |
| Fangoria Chainsaw Awards                                | «Лучший фильм широкого релиза»      |                         | Номинация           |                     |
| Fright Meter Awards                                     | «Лучшая операторская работа»        | Тим Морис-Джонс         | Победа              |                     |
| Fright Meter Awards                                     | «Лучший актёр»                      | Дэниел Рэдклифф         | Номинация           |                     |
| Fright Meter Awards                                     | «Лучшая музыка к фильму»            | Марко Белтрами          | Номинация           |                     |
| «Золотой трейлер»                                       | «Лучший звуковой монтаж»            | CBS Films, Buddha Jones | Победа              |                     |
| «Золотой трейлер»                                       | «Лучший фильм ужасов»               | CBS Films, Buddha Jones | Номинация           |                     |
| «Золотой трейлер»                                       | «Лучший постер»                     | CBS Films               | Номинация           |                     |
| Irish Film and Television Awards                        | «Лучшая мужская роль второго плана» | Киаран Хайндс           | Номинация           |                     |